# Potov Vrh
Potov Vrh este o localitate din comuna Novo mesto, Slovenia, cu o populație de 157 de locuitori.